# When Dream and Day Unite
Albums de Dream Theater
Images and Words
(1992)
When Dream and Day Unite est le premier album enregistré par Dream Theater, sorti en 1989.
Bien que très peu connu, il marque le début de la popularisation du metal progressif. C'est aussi le seul avec Charlie Dominici au chant, remplacé par la suite par James LaBrie. 
Le titre de la pièce «Ytse Jam » est en fait le premier nom du groupe « Majesty » écrit à l'envers.
Majesty est d'ailleurs disponible sur le bootleg Dream Theater  –  Official Bootleg: The Majesty Demos 1985-1986 parut en 2003 sur le label Ytsejam Records – YTSEJAM001. L'album contient 17 pièces réunies en 2 parties, la première  The Berklee Demos · 1985-1986 et la suivante The Majesty Demos · 1986. 

## Liste des chansons
| No | Titre | Paroles                    | Musique                                         | Durée |
| -- | --- | -------------------------- | ----------------------------------------------- | ----- |
| 1. | A Fortune in Lies                                                                                         | John Petrucci              | Dream Theater                                   | 5:13  |
| 2. | Status Seeker                                                                                             | Charlie Dominici, Petrucci | Dream Theater                                   | 4:18  |
| 3. | Ytse Jam                                                                                                  | (instrumental)             | Petrucci, John Myung, Kevin Moore, Mike Portnoy | 5:46  |
| 4. | The Killing Hand - I. The Observance - II. Ancient Renewal - III. The Stray Seed - IV. Thorns - V. Exodus | Petrucci                   | Dream Theater                                   | 8:42  |
| 5. | Light Fuse and Get Away                                                                                   | Moore                      | Dream Theater                                   | 7:24  |
| 6. | Afterlife                                                                                                 | Dominici                   | Dream Theater                                   | 5:27  |
| 7. | The Ones Who Help to Set the Sun                                                                          | Petrucci                   | Dream Theater                                   | 8:05  |
| 8. | Only a Matter of Time                                                                                     | Moore                      | Dream Theater                                   | 6:36  |

## Personnel
- Charlie Dominici : Chant
- John Petrucci : Guitare
- Kevin Moore : Claviers
- John Myung : Basse
- Mike Portnoy : Batterie

## Production
- Joe Alexander : Ingénieur, mixing
- Terry Date : Ingénieur, mixing, production
- Brian Stover : Assistant ingénieur
- Trish Finnegan : Assistant ingénieur
- Steve Sinclair : Producteur exécutif